# Государственный архив Курской области
Государственный архив Курской области (официально — областное казенное учреждение «Госархив Курской области», ГАКО) — региональный архив, расположенный в городе Курск; ведёт свою историю от комиссии (коллегии) по архивному делу, созданной в июне-сентябре 1918 года. 30 января 1922 года на основе комиссии при Курском губисполкоме был создан губернский архивный отдел (губархив), имевший права отдела. В 1922 году он переименован в архивное бюро.  В ноябре 1923 года для своих нужд получил четыре комнаты в архиерейских покоях и Воскресенскую церковь  бывшего Знаменского монастыря. А 8 декабря 1925 года  — часть помещений церкви бывшего женского Троицкого монастыря расположенных на улице Максима Горького, 13.  В феврале 1926 года архивный фонд был распределён между губернским историческим архивом (истарх) и губернским архивом Октябрьской революции (АОР). В 1926 году при нём открыта библиотека и читальный зал. В 1928 году в связи созданием округов Курское губернское бюро закрыто вместо него созданы Курское и Льговские окружные. Но и они в 1930 году после ликвидации округов были преобразованы в архивохранилища областного архивного бюро Центрально-Чернозёмной области. В 1931 году Льговское архивохранилище было упразднено, а его дела переданы в Курский архив.
1 июля 1934 года, в связи с образованием Курской области, было создано и Курское областное архивное управление. Курский архив работал и в годы Великой Отечественной войны. В 1984—1985 годах госархив получил новое здание. В апреле 2019 года был создан филиал — новое архивохранилище имеет общую площадь более 2000 м² и рассчитано на размещение более миллиона единиц хранения.